# Inzer
L'Inzer ou Inser (en russe : Инзе́р, Большой Инзе́р), est un affluent gauche de 307 km de long du Sim en Bachkirie (Russie).

## Description
L'Inzer prend sa source dans les pentes occidentales du sud de l'Oural. Il coule initialement dans une direction sud-ouest, mais tourne ensuite vers le nord. Dans le cours supérieur, la rivière est également appelée Bolschoi Inser. Au kilomètre 137 de la rivière, près de l'agglomération d'Inser, elle rejoint l'affluent de droite, le Maly Inser, pour former l'Inser actuel. L'Inser se jette dans la Sim par la gauche, 6 km avant sa confluence avec la Belaïa. Entre la mi-novembre et la mi-avril, la rivière est recouverte de glace. A la jauge d'Asowo, le débit moyen est de 50,9 m³/s. L'Inser draine une superficie de 5 380 km2.